# Vareuptychia pompilia
Vareuptychia pompilia är en fjärilsart som beskrevs av Felder 1867. Vareuptychia pompilia ingår i släktet Vareuptychia och familjen praktfjärilar. Inga underarter finns listade i Catalogue of Life.